# الوقيع (مذيخرة)

تعديل مصدري - تعديل

الوقيع محلة تابعة لقرية الشخص، التابعة لعزلة الاشعوب بمديرية مذيخرة إحدى مديريات محافظة إب في الجمهورية اليمنية، بلغ تعداد سكانها 54 حسب تعداد اليمن لعام 2004.